# Nicolas Charles Seringe
Nicolas Charles Seringe est un botaniste français, né le 3 décembre 1776 à Longjumeau et mort le 29 septembre 1858 à Lyon 3e.

## Biographie
Il fait ses études de médecine à Paris mais la réquisition de 1796 l'empêche de passer son titre de docteur. Il est incorporé, comme chirurgien militaire, dans l'armée républicaine.
Il fait la campagne d'Allemagne sous les ordres du général Moreau (1763-1813). À la fin de la guerre, qu'il termine avec le grade de chirurgien-major, il quitte l'armée et se retire à Berne.
Il se spécialise alors en botanique et commence à l'enseigner à Berne. 
De 1820 à 1830, il est conservateur de l'herbier De Candolle et directeur-adjoint du Jardin botanique de Genève. Il y a pour élève Achille Guillard.
Membre de plusieurs sociétés savantes, dont la Société de Physique et d'Histoire naturelle de Genève, il devient directeur, en 1830, du Jardin des plantes de Lyon et en enseigne, à partir de 1834, à la faculté des sciences de cette ville. En 1831, il est élu membre de l'académie des Sciences, Belles-Lettres et Arts de Lyon. Il participe à la fondation de la société lyonnaise d'horticulture en 1844. 
Il participe activement à la promotion des expositions d'agriculture et d'horticulture. Il est fait chevalier de la Légion d'honneur en 1855.
Il meurt dans une extrême pauvreté.

## Distinctions
- Chevalier de la Légion d'honneur (1855).